# Pargny-la-Dhuys
Pargny-la-Dhuys je francouzská obec v departementu  Aisne v regionu Hauts-de-France. V roce 2015 zde žilo 177 obyvatel.

## Poloha
Obec leží u hranic departementu Aisne s departementem Marne, tedy u hranic regionu Hauts-de-France s regionem Grand Est. Sousední obce jsou: Corrobert (Marne), Dhuys et Morin-en-Brie, Montigny-lès-Condé, Montlevon, Vallées en Champagne a Verdon (Marne).

## Vývoj počtu obyvatel
Počet obyvatel